# Он, Жюль
Жюль Он (фр. Jules Hone, первоначально Жиль Жозеф Он, фр. Gilles-Joseph Hone; 7 апреля 1833, Льеж, Валлония — 15 сентября 1913, Монреаль, Квебек) — канадский композитор, музыкальный педагог, скрипач и дирижёр бельгийского происхождения.
Окончил Льежскую консерваторию (1854) по классу скрипки Жозефа Дюпона, затем ещё два года совершенствовал своё исполнительское мастерство в Брюссельской консерватории у Юбера Леонара. В 1856 году покинул Бельгию и обосновался в Нью-Йорке, где в течение 10 лет руководил оркестром одного из второстепенных театров.
В 1865 году обосновался в Канаде (и увлёк за собой Франца Жеэна-Прюма, ставшего более заметной фигурой в канадской музыкальной жизни). На протяжении многих лет преподавал в различных религиозных учебных заведениях, ряд его учеников стали профессиональными музыкантами (наиболее известен из них Оскар Мартель). Основал также любительский оркестр.
Композиторское наследие Она включает комическую оперу «Гранд» (англ. The Grandee), поставленную в 1899 году в монреальском Театре Её Величества, мессу, ряд сочинений для скрипки и фортепиано, а также Китайский национальный военный марш (1913), посвящённый Сунь Ятсену. Он также опубликовал ряд обработок канадских и ирландских народных песен и учебник игры на скрипке.
Дочь Она Сесиль, в замужестве Леже (1860—1948), на протяжении многих лет возглавляла Монреальский дамский утренний музыкальный клуб и опубликовала книгу «Пятьдесят лет музыкальных воспоминаний» (англ. Fifty Years of Musical Recollections; 1942).